# Hyundai Bayon

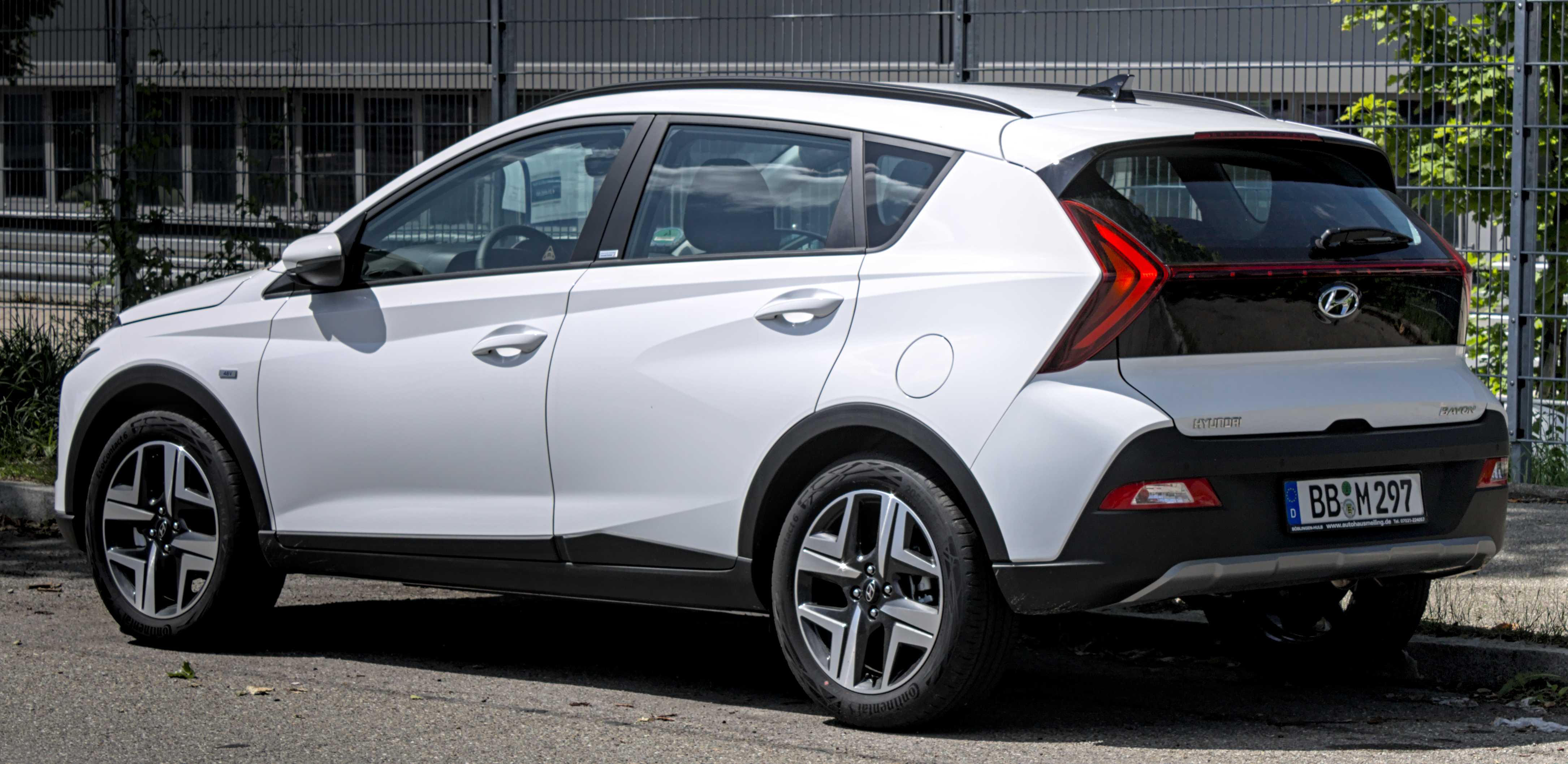
Вид сзади

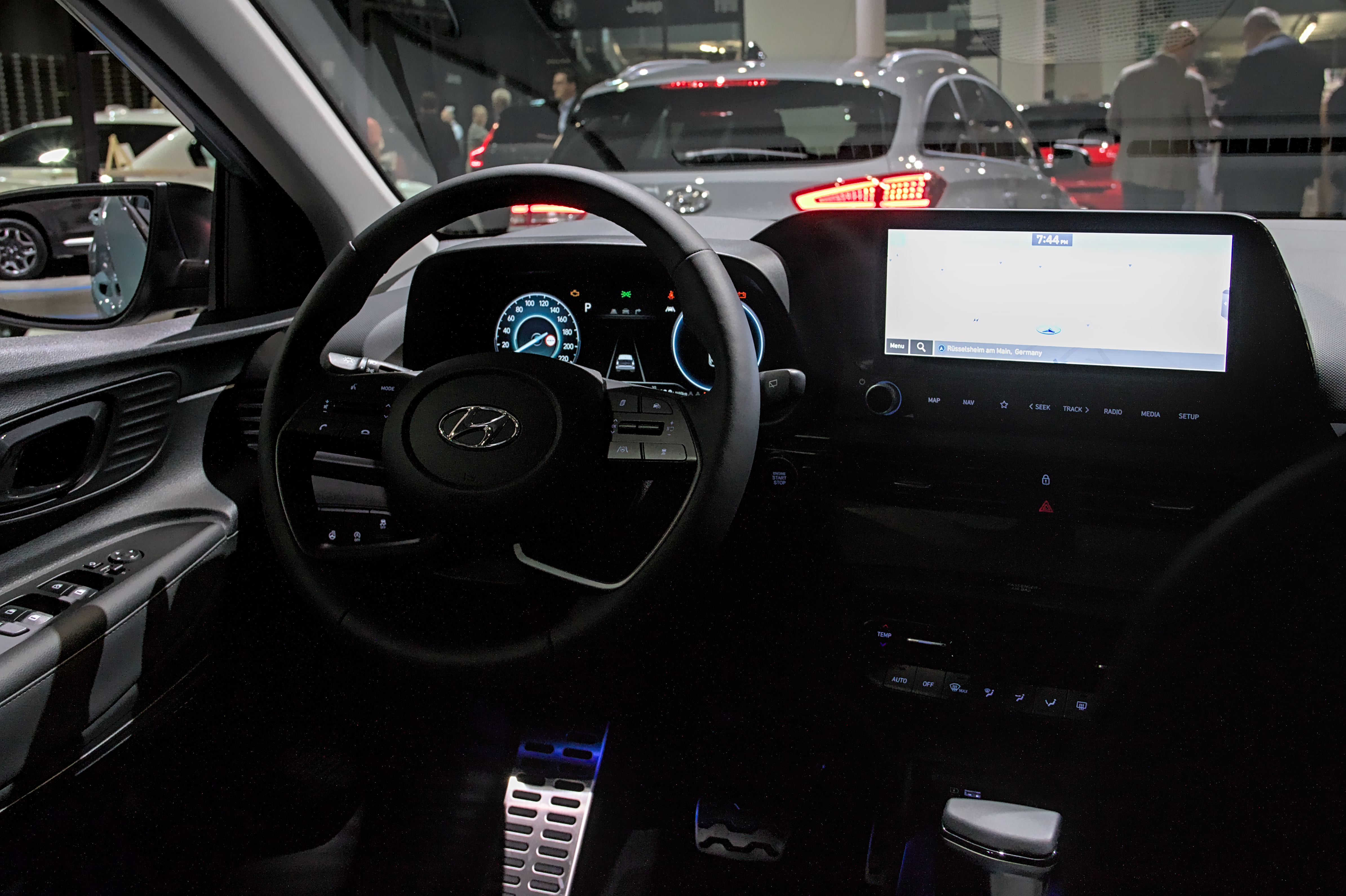
Место водителя

Hyundai Bayon (Хёндэ Байон) — субкомпактный кроссовер, выпускаемый с 2021 года компанией Hyundai. Название Bayon автомобиль получил в честь французского города Байонна. Базовой моделью для Hyundai Bayon стала Hyundai i20 третьего поколения. Рейтинг безопасности оценён на 4 звезды. Дизайн аналогичен Hyundai Kona.
По сравнению с конкурентами, автомобиль Hyundai Bayon оснащён системами движения SmartSense в полуавтономном режиме. Система LFA удерживает автомобиль в центре полосы. Также водитель, благодаря специальной функции распознаёт соседние автомобили, пешеходов и велосипедистов. Для предотвращения ДТП присутствует функция столкновения, которая действует при повороте налево и распознавании автомобиля, движущегося по встречной полосе. Круиз-контроль на базе навигации NSCC регулирует скорость автомобиля.
За состоянием водителя следит система DAW, подающая звуковой сигнал при отвлечении. Она работает в паре с ассистентом движения в пробке LVDA, который напоминает водителю о том, что он не отреагировал моментально на начинающий движение соседний автомобиль спереди. На заднем ряду присутствует функция распознавания пассажиров ROA. Во избежание столкновения при движении задним ходом срабатывает система PCA-R. Для предотвращения боковых столкновений срабатывает система RCCA. Парковочный ассистент PA помогает водителю припарковать автомобиль.
Режимы движения автомобиля — Eco, Normal и Sport. Они оптимизируют отклик и обороты двигателя.

## Двигатели
| Модель                                    | Год                                       | Трансмиссия                               | Мощность                                  | Крутящий момент                           | 0—100 км/ч (0—62 миль/ч) (официально)     | Максимальная скорость                     |
| Бензиновые двигатели внутреннего сгорания | Бензиновые двигатели внутреннего сгорания | Бензиновые двигатели внутреннего сгорания | Бензиновые двигатели внутреннего сгорания | Бензиновые двигатели внутреннего сгорания | Бензиновые двигатели внутреннего сгорания | Бензиновые двигатели внутреннего сгорания |
| ----------------------------------------- | ----------------------------------------- | ----------------------------------------- | ----------------------------------------- | ----------------------------------------- | ----------------------------------------- | ----------------------------------------- |
| Smartstream G1.0 T-GDi                    | 2021 — настоящее время                    | 6-скор. МКПП 6-скор. РКПП                 | 100 л. с. при 4500—6000 об/мин            | 172 Н*м при 1500—4000 об/мин              | 10,7 сек.                                 | 183 км/ч (114 мили/ч)                     |
| Smartstream G1.0 T-GDi                    | 2021 — настоящее время                    | 7-скор. DCT                               | 100 л. с. при 4500—6000 об/мин            | 172 Н*м при 1500—4000 об/мин              | 11,7 сек.                                 | 181 км/ч (112 миля/ч)                     |
| Smartstream G1.0 T-GDi                    | 2021 — настоящее время                    | 6-скор. МКПП 6-скор. РКПП                 | 120 л. с. при 6000 об/мин                 | 172 Н*м при 1500—4000 об/мин              | 10,4 сек.                                 | 185 км/ч (115 миль/ч)                     |
| Smartstream G1.0 T-GDi                    | 2021 — настоящее время                    | 7-скор. DCT                               | 120 л. с. при 6000 об/мин                 | 200 Н*м при 2000—3500 об/мин              | 10,4 сек.                                 | 185 км/ч (115 миль/ч)                     |
| Smartstream G1.2 MPi                      | 2021 — настоящее время                    | 5-скор. МКПП                              | 84 л. с. при 6000 об/мин                  | 118 Н*м при 4200 об/мин                   | 13,5 сек.                                 | 165 км/ч (103 миль/ч)                     |
| 1.4 Kappa II MPi                          | 2021 — настоящее время                    | 6-скор. МКПП                              | 100 л. с. при 6000 об/мин                 | 134 Н*м при 3500 об/мин                   | 12,6 сек.                                 | 176 км/ч (109 миль/ч)                     |
| 1.4 Kappa II MPi                          | 2021 — настоящее время                    | 6-скор. АКПП                              | 100 л. с. при 6000 об/мин                 | 134 Н*м при 3500 об/мин                   | 13,1 сек.                                 | 176 км/ч (109 миль/ч)                     |